# Premio Wilhelm Hartel
El premio Wilhelm Hartel se otorga a académicos y científicos que trabajan en Austria y reconoce logros sobresalientes de toda una vida en las áreas de investigación representadas por la División de Humanidades y las Ciencias Sociales de la Academia de Ciencias de Austria.
Las nominaciones pueden ser presentadas por los miembros titulares y los miembros correspondientes en el extranjero de la Academia de Ciencias de Austria.

## Premiados
- 2015	Emmerich Tálos
- 2014	Georg P. Braulik
- 2013	Elisabeth List
- 2013	Ernst Hanisch
- 2013	Hans Göbl
- 2012	Hellmut Lorenz
- 2012	Günter Brucher
- 2011	Günter Stemberger
- 2010	Alfred Kohler
- 2009	Götz Pochat
- 2008	Alfred Doppler
- 2008	Helmut Engelbrecht
- 2007	Susanne Heine
- 2006	Benedikt Pötscher
- 2005	Luciana Aigner-Foresti
- 2005	Gunter Wesener
- 2003	Michael Mitterauer
- 2002	Heinz D. Kurz
- 2001	Heinrich Schneider
- 2000	Günther Winkler
- 1999	Robert Walter
- 1998	Erika Weinzierl
- 1997	Moritz Csáky
- 1996	Kurt Krolop
- 1995	Ludwig Adamovich
- 1994	Stanislaus Hafner
- 1993	Wolfgang Meid
- 1992	Helmut Birkhan
- 1991	Theo Mayer-Maly
- 1990	Adam Wandruszka
- 1989	Richard Georg Plaschka
- 1988	Manfred Mayrhofer
- 1987	Gerold Stoll
- 1986	Eva Frodl-Kraft
- 1985	Walther Kraus
- 1984	Hermann Wiesflecker
- 1983	Erich Zöllner
- 1982	Rudolf Noll
- 1981	Robert Göbl
- 1979	Heinrich Appelt
- 1979	Heinrich Fichtenau
- 1978	Leopold Schmidt
- 1977	Max Kaser
- 1976	Otto Pächt
- 1975	Hermann Vetters
- 1974	Heinz Kindermann
- 1973	Herbert Koziol
- 1972	Viktor Kraft
- 1971	Hans Gerstinger
- 1971	Adolf Grohmann
- 1970	Leo Santifaller
- 1969	Otto Demus
- 1968	Herbert Hunger
- 1967	Hans Rupprich
- 1966	Erich Schenk
- 1965	Alphons Lhotsky
- 1964	Richard Pittioni
- 1963	Fritz Schachermeyr
- 1961	Friedrich Kainz
- 1959	Albin Lesky
- 1957	Rudolf Egger